# غاي مارك ميشيل
غاي مارك ميشيل (بالفرنسية: Guy-Marc Michel)‏ مواليد 4 أكتوبر 1988 في مارتينيك، هو لاعب كرة سلة فرنسي. بدأ مسيرته الاحترافية في سنة 2008. يحمل الرقم 12. يبلغ طوله 7 قدم 1 بوصة (2.2 م). لعب مع نانسي باسكت في الدوري الفرنسي لكرة السلة الدرجة الأولى ونادي بانيونيس لكرة السلة في اليونان.

## روابط خارجية
- غاي مارك ميشيل على موقع الدوري الأوروبي لكرة السلة (الإنجليزية)
- غاي مارك ميشيل على موقع كرة السلة الأوروبية.كوم (الإنجليزية)
- غاي مارك ميشيل على موقع DraftExpress.com (الإنجليزية)
- غاي مارك ميشيل على موقع ريلجم (الإنجليزية)
- غاي مارك ميشيل على موقع بروبوليرز (الإنجليزية)
- غاي مارك ميشيل على موقع سبورتس رفرنس (الإنجليزية)